# Ampulomet
L'Ampulomet (in russo 125-мм ампуломёт образца 1941 года?, 125-mm ampulomët obrazca 1941 goda; lett. "lanciatore di fiale/ampolle") era un'arma anticarro della Seconda Guerra Mondiale di origine sovietica che lanciava un proiettile incendiario sferico, realizzato in vetro, di 125 mm di diametro.
L'arma fu introdotta tra le file dell'Armata Rossa nel 1941: tuttavia si rivelò presto obsoleta, e il suo impiego cessò progressivamente già dal 1942.

## Caratteristiche

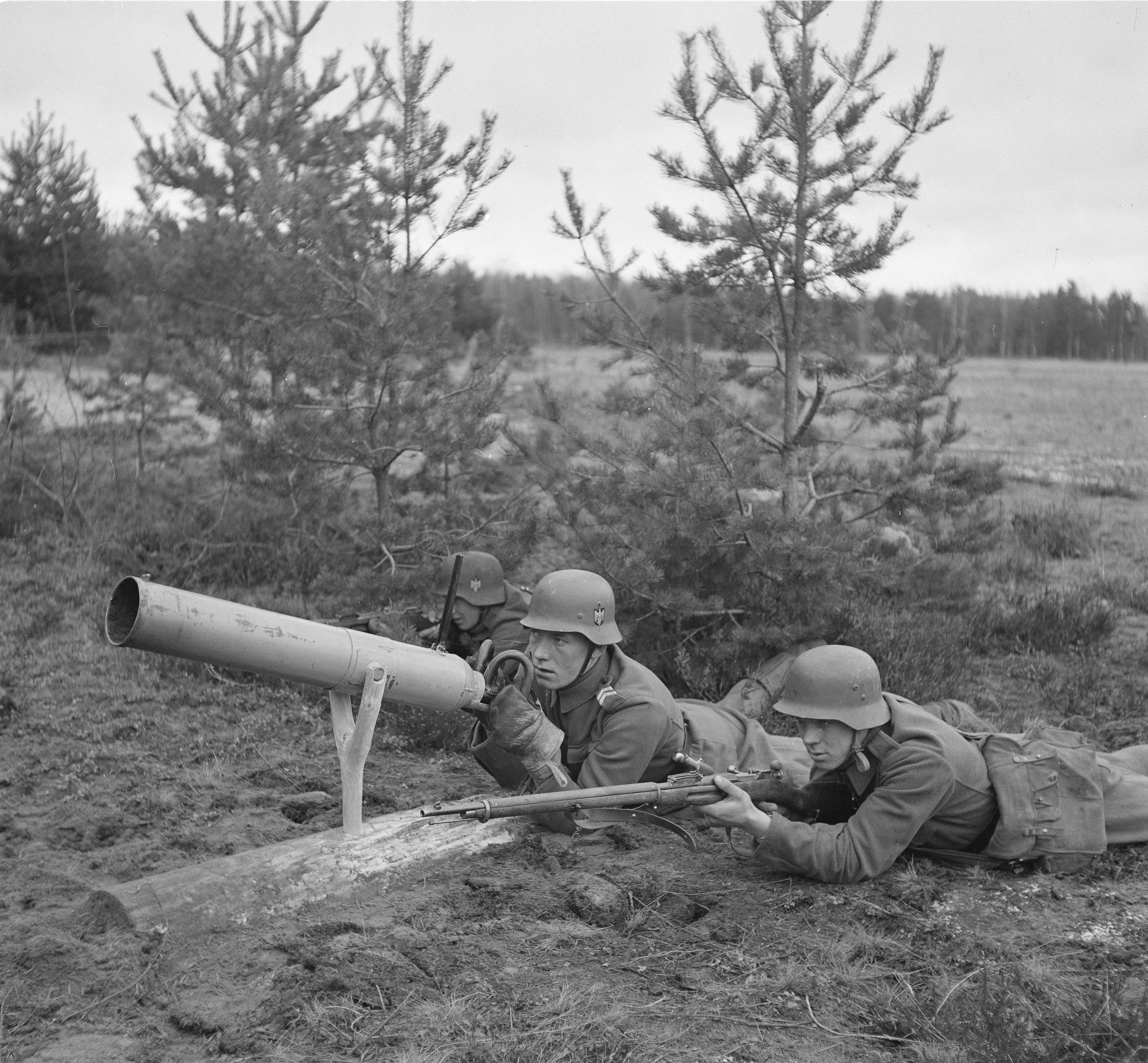
Soldati finlandesi testano un Ampulomet catturato (1941).

L'arma consisteva in un tubo a canna liscia con una culatta grezza montata su un piedistallo a forma di Y che ruotava su dei perni per permetterne l'elevazione. Sulla culatta erano inoltre presenti due maniglie per elevare e traslare l'arma e un semplice clinometro per la mira e il calcolo della distanza del bersaglio. Una carica esplosiva di polvere nera veniva inserita nella canna e fatta esplodere tramite un percussore per dare spinta al proiettile.
Il proiettile era rappresentato da una fiala sferica di vetro denominata AZh-2. Le fiale erano riempite con una miscela incendiaria nota come KS, composta all'80% di fosforo e al 20% di zolfo, che si accendeva se esposta all'aria.
La miscela una volta incendiata creava una fiamma brillante e un denso fumo bianco, e bruciava per un massimo di tre minuti a temperature comprese tra 800 e 800–1 000 °C (1 470–1 830 °F). Il liquido in fiamme, coprendo il carro nemico, filtrava attraverso le fessure per la visione e le griglie del motore portando al soffocamento e all'ustione dell'equipaggio, oltre alla possibilità di raggiungere il serbatoio e i depositi di munizioni innescando l'esplosione degli stessi.